# غاري كيرتز
غاري كيرتز (بالإنجليزية: Gary Kurtz)‏ هو مونتير ومنتج أفلام أمريكي، ولد في 27 يوليو 1940 في لوس أنجلوس في الولايات المتحدة، وتوفي في 23 سبتمبر 2018 في لندن في المملكة المتحدة بسبب سرطان.

## وصلات خارجية
- غاري كيرتز على موقع IMDb (الإنجليزية)
- غاري كيرتز على موقع تيرنر كلاسيك موفيز (الإنجليزية)
- غاري كيرتز على موقع أول موفي (الإنجليزية)
- غاري كيرتز على موقع قاعدة بيانات الفيلم (الإنجليزية)
- غاري كيرتز على موقع قاعدة بيانات الفيلم (الإنجليزية)